# آنزیم شاخه‌ساز گلیکوژن
آنزیم شاخه‌ساز گلیکوژن (انگلیسی: Glycogen branching enzyme) یکی از آنزیمهای مؤثر در تولید و ذخیره گلیکوژن در انسان است. فقدان این آنزیم موجب بیماری گلیکوژنوز نوع چهار می‌شود.

## عملکرد
در شکل زیر عملکرد کلی این آنزیم نمای داده شده است:

نمایش شماتیک عملکرد آنزیم شاخه‌ساز گلیکوژن